# 佐渡国際トライアスロン大会

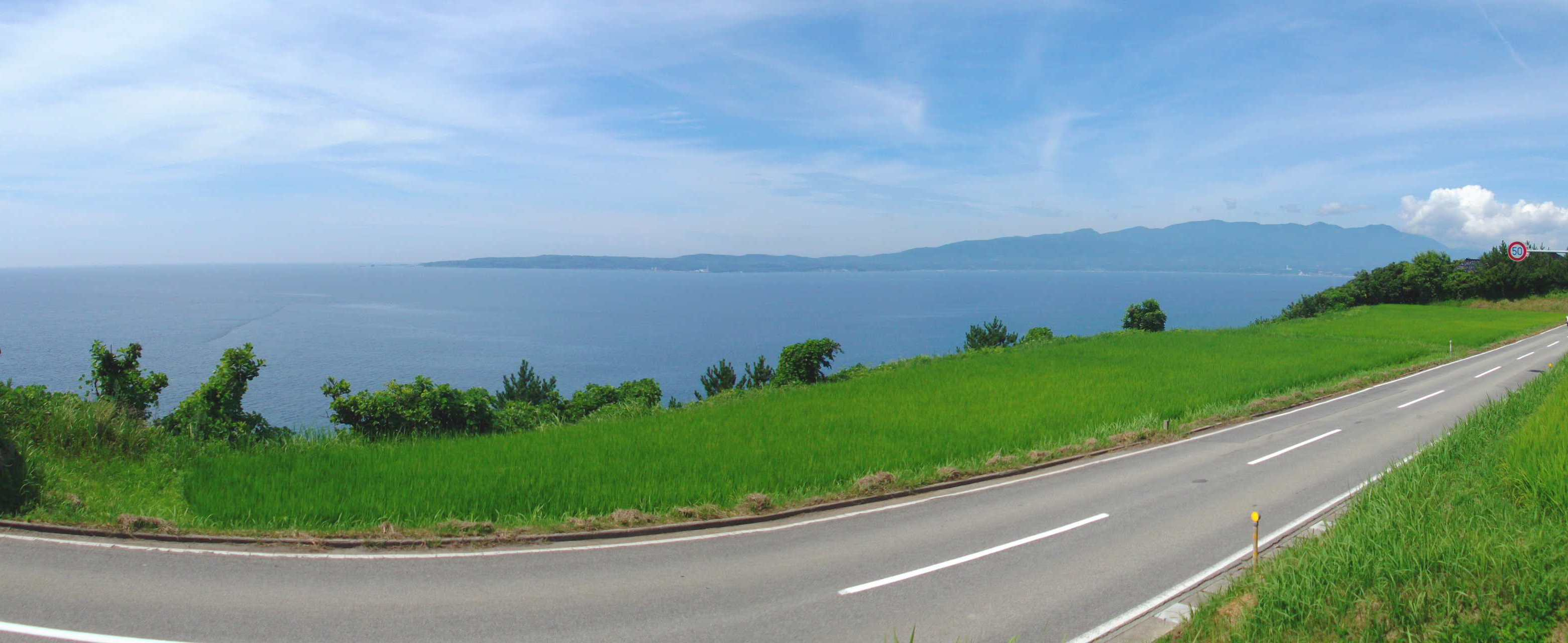
Aタイプ・バイクコース（1周190km時計回り・高低差140m・最大斜度11%）で、ゴールまで15km付近。
写真右奥（北東方向）にゴール地点が位置する（スタート地点でもある）。湾の対岸のこの写真奥中央はスタートから5km付近。(*)写真奥右は佐渡の最高標高1,172mの金北山

佐渡国際トライアスロン大会（さどこくさいトライアスロンたいかい）とは、新潟県佐渡市と公益社団法人日本トライアスロン連合（JTU）が主催し、新潟県の共催、一般財団法人佐渡市スポーツ協会を大会事務局として、毎年9月第1日曜日、佐渡全域において開催されるトライアスロン競技大会である。
毎年大会当日、インターネットで、CATV中継と同一映像の中継、および、選手の各区間通過タイム速報（部門別＆性別年代別）が見られる。

## 概要
- 距離やコース設定により3つの部門がある。国際Aタイプ・国際Bタイプ・国際Rタイプ（3人1チームのBタイプリレー版）
- どの部門も、スイム・バイクは時計回りの周回コース、ランは折り返し地点がある（#コース）。
- Aタイプは、トライアスロン大会として国内最長距離のレースとなる。Aタイプ完走者は「ASTROMAN・アストロマン」の称号が与えられる[3]。
- 耐久競技として、夏季の開催、また競技時間や距離の長さなどから、どの部門も、日中・夜など時間帯を問わず、熱中症やハンガーノック等のリスクがある。[4]

- 1996年より日本選手権[5]、2002年よりジュニア大会[6]が同時開催されている。
- 2005年より毎年大会当日の6:00～21:40までインターネットでライブ中継される（CATV中継と同一映像）。朝6:00スイムスタートから、各部門のゴールシーン、21:30レース終了の花火打上等を観戦できる[7]。2015年からドローン（マルチコプター）による空撮が加わった。スイムでは上空からの選手の映像や、沖合上空などからのスタート地点やバイクコースの映像も見られる[8]。

| （＊） Aタイプ・バイクコースは便宜上、佐渡一周と紹介されるが、実際には南西部の小木（おぎ）半島の海岸線はコースにほとんど含まれていない。この小木半島を省略する（斜度最大7%の根元を横切る）ことで周囲262.7kmから一周190kmの周回コースを作っている。 ⇒ 右の写真は、Aタイプ・バイク周回コース（時計回り）のスタートから10km付近で、進行方向左側（南側）を見たもの。写真をクリックすると湾の対岸・右奥にうっすら見えるのが小木半島。ちなみに湾の対岸・中央はスタートから175km付近となる（B・R・日本選手権のバイク周回コースとしては90km付近になる）。（参考）バイクコース地図 、バイクコースの主な坂の斜度 #バイク |

## 歴史
- 1989年（平成元年）9月17日

「`89トライアスロン・ジャパンカップ・イン佐渡」として1,328名が参加し、佐渡で初めてトライアスロン大会が開催された。
大会当日、その3ヶ月前に放送開始したNHK衛星第1テレビ（現在のNHK BS1）により、朝・昼・夕方、計6時間、全国に生中継された。
- 1990年（平成2年）9月2日

この年から、9月第1日曜日の開催となった。「'90トライアスロン・ジャパンカップ・イン佐渡」開催、参加者1,395名。
以後、1995年（平成7年）まで、毎年、この名称で開催された。「'95トライアスロン・ジャパンカップ・イン佐渡」、参加者1,421名。
- 1996年（平成8年）9月1日

「佐渡国際トライアスロン大会」の名称で開催された（参加者1,486名）。以降、毎年、この名称で開催されている。
また、この年から日本選手権が同時開催されることとなった。「第1回日本ロングディスタンストライアスロン選手権 佐渡大会」。
- 1998年（平成10年）9月5日

佐渡で、アジアでは初めて、ITU（国際トライアスロン連合）の世界ロングディスタンストライアスロン選手権が開催された。世界の主要プロ・トライアスリートがそろったこの時の世界選手権で、初めて日本選手がメダル（3位）を獲得した。この年は、世界選手権と、この大会の同時開催となり、前者はNHK衛星第1テレビを始め世界90ヶ国で放映された。
- 2005年（平成17年）9月4日

インターネットで生中継される。CATVでは大会当初より中継されていたが、この年からCATV中継と同一映像でネット観戦・応援が可能となり利便性が高まる。（ 2005佐渡国際トライアスロン大会 ＆ 第9回日本ロングディスタンストライアスロン選手権 佐渡大会 ＆ 2006世界ロングディスタンストライアスロン選手権（November 19 2006, Canberra, AUS ）日本代表 選考会 ）
- 2007年（平成19年）9月2日

この大会開催による佐渡の自然環境への負荷を極力なくすべく、エコでクリーンなトライアスロン大会を目指し、一切ガソリンを使用しない大会サポート車として、電気自動車13台、燃料電池自動車1台を加えた。
- 2015年（平成27年）9月6日

インターネットとCATVでのレース生中継で、初めてドローン（マルチコプター）による空撮が加わった。沖合上空などから見たスタート地点やバイクコースの映像も放映された。

## 大会日程
佐渡国際トライアスロン大会　毎年9月第1日曜日開催　
⇒　天気予報、降水確率、最高最低気温（気象庁）
⇒　波予測 ・波の高さ（m）　（スイム会場は西側の湾の奥に位置する）
⇒　潮位観測情報：小木（国土地理院）　（スイム会場がある湾の入口の潮位リアルタイム情報）　
- 大会2日前（金）

　選手登録受付、競技説明会、ウェルカムパーティー
- 大会前日（土）

　開会式、選手登録受付、競技説明会、下見バス
　ジュニアトライアスロン大会
- 大会当日（日）

　佐渡国際トライアスロン大会 （ Aタイプ ・Bタイプ ・Rタイプ ）
　日本ロングディスタンストライアスロン選手権佐渡大会 （日本選手権佐渡大会）
　 ITU（国際トライアスロン連合）世界ロングディスタンストライアスロン選手権　日本代表 選考会 （エリート＆エイジ グループ）
- 大会翌日（月）

　表彰式、閉会式 （AM10:45終了予定）

## 大会当日の海水温・気温・湿度の過去データ
海水温・気温・湿度の過去6年間データ
2012年大会（平成24年）9月2日（日）
2011年大会（平成23年）9月4日（日）
2010年大会（平成22年）9月5日（日）
2009年大会（平成21年）9月6日（日）
2008年大会（平成20年）9月7日（日）
2007年大会（平成19年）9月2日（日）

### 海水温
Aタイプスイム時の海水温　（出典：各年度公式HPより）
| 年度   | 2012年 | 2011年 | 2010年 | 2009年 | 2008年 | 2007年 |
| ------ | ------ | ------ | ------ | ------ | ------ | ------ |
| 海水温 | 27℃    | 26℃    | 28℃    | 25℃    | 25℃    | 24℃    |

＊参考　競泳競技用プール記録公認水温　国際規格25℃～28℃ プール#設備

### 気 温
バイクコース下記4地点（地図）の大会当日の最高気温・平均気温・最低気温　（出典：気象庁 過去の気象データ検索 ）
- 相川（ あいかわ ） Aタイプバイク 20km付近
- 弾崎（はじきざき） Aタイプバイク 72km付近
- 両津（ りょうつ ）　Aタイプバイク 105km付近、B・R・日本選手権バイク 20km付近
- 羽茂（　はもち　） Aタイプバイク 159km付近、B・R・日本選手権バイク 74km付近

＜最高気温＞ 単位℃、（　）内はその時刻
| 測定地点 | 2012年        | 2011年        | 2010年        | 2009年        | 2008年        | 2007年        |
| -------- | ------------- | ------------- | ------------- | ------------- | ------------- | ------------- |
| 相川     | 34.3（13:16） | 30.3（12:34） | 31.1（15:39） | 26.7（12:59） | 26.7（15:43） | 28.5（22:03） |
| 弾崎     | 30.4（14:18） | 28.3（14:12） | 30.8（13:01） | 24.2（10:21） | 25.3（14:30） | 24.7（17:40） |
| 両津     | 32.9（15:02） | 32.1（12:27） | 30.7（13:42） | 26.5（12:58） | 26.3（14:00） | 25.7（16:50） |
| 羽茂     | 33.4（13:33） | 31.5（10:57） | 32.2（12:30） | 27.5（13:18） | 27.7（14:34） | 28.1（16:00） |

＜平均気温＞ 単位℃
| 測定地点 | 2012年 | 2011年 | 2010年 | 2009年 | 2008年 | 2007年 |
| -------- | ------ | ------ | ------ | ------ | ------ | ------ |
| 相川     | 29.9   | 27.5   | 26.7   | 21.6   | 24.1   | 24.7   |
| 弾崎     | 28.2   | 27.1   | 26.2   | 21.8   | 23.0   | 22.9   |
| 両津     | 29.5   | 28.6   | 26.8   | 22.2   | 24.8   | 24.2   |
| 羽茂     | 28.7   | 27.4   | 26.5   | 21.9   | 23.6   | 24.0   |

＜最低気温＞ 単位℃、（　）内はその時刻
| 測定地点 | 2012年        | 2011年        | 2010年        | 2009年        | 2008年        | 2007年        |
| -------- | ------------- | ------------- | ------------- | ------------- | ------------- | ------------- |
| 相川     | 27.0（05:49） | 23.8（23:41） | 22.6（05:56） | 17.2（04:42） | 20.7（23:43） | 20.9（05:56） |
| 弾崎     | 26.3（05:29） | 24.9（21:43） | 22.4（01:54） | 20.1（24:00） | 21.1（23:50） | 20.3（08:10） |
| 両津     | 26.5（01:30） | 24.2（23:39） | 22.6（04:13） | 17.9（05:08） | 21.4（24:00） | 22.0（00:20） |
| 羽茂     | 24.1（06:12） | 22.6（23:52） | 22.0（06:00） | 16.8（05:41） | 21.3（24:00） | 20.4（03:30） |

### 湿 度
Aタイプバイク20km付近・相川の大会当日の湿度、平均と最少値、（　）内はその時刻　（出典：気象庁 過去の気象データ検索 ）
| 湿度 | 2012年       | 2011年       | 2010年       | 2009年       | 2008年       | 2007年       |
| ---- | ------------ | ------------ | ------------ | ------------ | ------------ | ------------ |
| 平均 | 55%          | 69%          | 73%          | 75%          | 84%          | 69%          |
| 最少 | 44%（13:20） | 58%（13:13） | 51%（15:02） | 54%（10:48） | 74%（15:07） | 54%（18:51） |

## 競技内容・募集定員
| 競技内容        | 定員      | スイムスタート時刻 | スイム | バイク | ラン   | 距離合計 |
| --------------- | --------- | ------------------ | ------ | ------ | ------ | -------- |
| 佐渡国際Aタイプ | 1000名    | 6:00               | 4.0km  | 190km  | 42.2km | 236.0km  |
| 佐渡国際Bタイプ | 800名     | 7:30               | 2.0km  | 105km  | 20.0km | 127.0km  |
| 佐渡国際Rタイプ | 100チーム | 7:30               | 2.0km  | 105km  | 20.0km | 127.0km  |
| 日本選手権      | 50名      | 7:20               | 2.0km  | 105km  | 20.0km | 127.0km  |

（ 参 考 ）
（＊） 各スイムスタートは、男女・年齢・身障者健常者の別なく、全員一斉スタートとなる。（グループ分けして時間差を設けるウエーブ・スタート方式ではない）
安全上、海水温問わず、ウエットスーツ着用義務あり。（日本選手権は除く）
（＊） ショート・ディスタンス（オリンピック・ディスタンス）のレース（スイム1.5km・バイク40km・ラン10km ： トータル51.5km）は行わない。
（＊） 2011年大会（9/4）は台風接近に備え、Aタイプのみ、スイムスタート時刻が6:00から6：20に、スイム距離は3.8kmから2.0kmに、距離合計は236.0kmから234.2kmへ、変更されて実施された。

## 終了時間
| 競技内容        | スイム | バイク | ラン  |
| --------------- | ------ | ------ | ----- |
| 佐渡国際Aタイプ | 8:30   | 16:30  | 21:30 |
| 佐渡国際Bタイプ | 9:00   | 16:30  | 21:30 |
| 佐渡国際Rタイプ | 9:00   | 16:30  | 21:30 |

（＊） 夜9時30分、レース終了の合図として、また長い1日が終わったことを祝い、大会本部前の海岸付近で花火が打ち上げられる。（天候によっては割愛される場合がある）
（＊） 2011年大会（9/4）は台風接近に備え、Aタイプのみ、スイム制限時間が2時間30分から2時間10分へ、トータル制限時間は15時間30分から15時間10分（ 6:20 ～ 21:30)へ、変更されて実施された。

## 参加資格
その年毎に変更される場合があり、公式ホームページ参照。

## コース
2012年大会より、Aタイプ・スイム周回コースの周回数が、1周回（3.8km×1）から2周回（1.9km×2＝3.8km）となり、さらに2017年大会より2周回（2.0km×2＝4.0km）となった。下記スイム参照

### スイム
[ A・B・R・日本選手権 ] ⇒ 大会本部がある佐和田海水浴場
岸（スタート地点）から見て、逆三角形の形をした周回コースで、Aタイプは1周2.0kmを、時計回りに、2周回する。なお、1周回目を終え、2周回目に入る前に一旦上陸するレース形式となる。
Bタイプ・Rタイプ・日本選手権は1周2.0kmを、時計回りに、1周回で終了。
（ 参 考 ）
スイムコース 地図

### バイク
[ A ] ⇒ 1周190kmの周回コース。時計回り、概ね佐渡一周。（概要の（＊） 参照）
高低差約140m、主な坂の斜度　11%（60km付近）、10%（70km付近）、7%（162km付近）、7%（175km付近）
[ B・R・日本選手権 ] ⇒ 1周105kmの周回コース。時計回り、佐渡の南側「小佐渡山地一周」
高低差約140m、主な坂の斜度　7%（77km付近）、7%（90km付近）
（ 参 考 ）
バイクコース 地図
・ バイクコースは、基本的に海岸線がメインのため、自転車のヒルクライム競技とちがい高低差は大きくないが、Aタイプに斜度10%超の坂がある。
・ Aタイプ104km地点で、Aタイプの選手と、20km走ってきたB・R・日本選手権の選手が合流する。すなわち、Aタイプバイク104km‐190km区間と、B・R・日本選手権バイク20km‐105km区間は、同一コースであり、佐渡の南側の海岸線を走る。
・ 主な坂の斜度 に出てくるどの坂にもその正式名称はない。
ただし、選手（トライアスリート・サイクリスト）がつけた愛称・ニックネームで、雑誌（トライアスロン・サイクリング関連）等で一般的に使用される名称として、”Aタイプ60km付近、斜度11%の坂”は「Z坂（ぜっとざか）」⇒[写真2] 参照、”Aタイプ160km付近（Bタイプでは76km付近となる）斜度7%の坂”は「小木坂（おぎざか）」となる。
・ 佐渡の最北端・二ツ亀（ふたつがめ）の手前約3kmにある大野亀（おおのがめ）周辺の坂が、”Aタイプ70km付近、斜度10%の坂”となる。⇒[写真6]・[写真7] 参照
この70km付近にある大野亀は、海に突き出た（三方を海で囲まれた）高さ167mの1個の岩からなる山で、40km付近（入崎）から見え始める。目視で、「最北端」までの距離を把握する上で目印の一つになる。⇒[写真1]（40km付近から70km付近を望む）参照
ちなみに、この40km付近（入崎）のすぐ先に、高千AS（たかちエイドステーション・43km地点）が設置される。
[ 写真を3回に分けてクリックし最大化 ]
- [写真1] Aタイプ40km付近（入崎）から70km付近を望む ⇒ 上記の説明参照
- [写真2] Aタイプ60km付近・斜度11%の坂はZ坂(ぜっとざか)
- [写真3] 写真2の位置から約300m地点、右奥がZ坂
- [写真4] 下記補足参考
- [写真5] Aタイプ70km付近を望む ⇒ 下記補足参考
- [写真6] Aタイプ70km付近・斜度10%の坂、大野亀周辺
- [写真7] 写真6の3km先が最北端（写真左奥・二ツ亀）となる
- [写真8] Aタイプ175km（Bタイプ90km）付近・斜度7%の坂⇒ 下記補足参照
- [写真9] 下記補足参考

[写真2] 補足 ⇒ 写真をクリック、前方の岩山に、アルファベットのゼット「Z」の形の坂道が見える。これを登り、この岩山の反対側へ降りる。なお、このZ坂（ゼットざか）の名前は”愛称”であって、地元ではこの坂のことを「跳ね坂」と呼んでいる。
[写真4] 補足 ⇒ Z坂を登り切ると、あとは海に向かって下りが続く。減速ポイントでは確実に減速するなど注意が必要。
[写真5] 補足 ⇒ [写真4] を下り終えると、次の坂（Aタイプ70km付近・斜度10%の坂）が見えてくる。その坂は、海に突き出た高さ167mの岩山（大野亀）の根元を越える坂となる。[写真6] 参照
[写真8] 補足 ⇒ 写真をクリック、右奥に見えるのが、佐渡・南西部の小木半島で、このトライアスロン大会では省略される。すなわち、半島の根元を横切ることになり、そこがAタイプ160km付近（Bタイプ76km付近）・斜度7%の坂となる。
[写真9] 補足 ⇒ バイクコース（A・B・R・日本選手権）のゴール手前8km付近。（写真右奥にゴール地点が位置する）
2011年大会より、この近くに2010年大会まで設置されたエイドステーション[豊田AS] が廃止された。
すなわち2010年大会まで、バイク（A・B・R・日本選手権）の[ゴール]地点まで、29km手前の[小木AS] ⇒ 21km手前の[村山AS] ⇒ 8km手前の[豊田AS]　⇒ [ゴール] だったが、2011年大会以降は、[小木AS] ⇒ [村山AS] ⇒ [ゴール]となった。

### ラン
[ A・B・R・日本選手権 ] ⇒ 佐渡の中央部「国仲平野」
[ A ] 42.2km、[ B・R・日本選手権 ] 20.0km、どの部門も折り返し地点がある。ランのみ周回コースではない。
（ 参 考 ）
ランコース 地図
・ 海岸より湿度温度が若干高い内陸平野部・水田地帯を走る。高低差約40m、海岸線をほとんど含んでいない。
・ 夏季のランのため、熱中症やハンガーノック等に対しより注意が必要となる。
（＊） 大会当日、バイク・ランコースでは、
警察等による交通整理は行われる（交差点等信号機がある所はその指示に従った上で止まらず通過できる）が、交通規制はしない（一般車両等のバイク・ランコース乗り入れ禁止などはしない）ため、一般交通規則が適用される。
大会規則、交通法規、マナー順守。なお、交通規制をしない代わりに、バイク競技中、選手以外の人に自家用車利用自粛への協力依頼がされる。
（＊） ジュニアトライアスロン大会は本部会場周辺

## 大会運営について
トライアスロン大会、とりわけロングディスタンスの大会は、ボランティアスタッフ・地元住民・警察・地元自治体の4者が良好な関係にあり、かつ、ボランティアスタッフ・地元住民から継続して協力が得られることが、毎年の開催を可能とする上で最も重要なことである。
この大会の場合、ロングディスタンスであるAタイプの競技時間が15時間30分（朝6時スタート夜9時30分タイムアップ）のため、当日（日曜日）はその前後の時間を含めると、大会自体20時間にもおよぶ。また、金曜・土曜の選手受付・ウエルカムパーティー・競技説明会、週明け月曜午前の表彰式など、全体で4日間近くにわたり開催される。
そのため、島内外からの約3,000名のボランティアスタッフの拘束時間は、職種により、半日だけの場合もある一方、ロングディスタンスのため長いものもある。また、一日だけ、あるいは複数の日にわたるものもある。守備範囲は、スイムとバイクの周回コースそしてランコースなど広範囲におよぶ。そして地元住民には、当日（日曜日）バイク競技中、自家用車の利用自粛（ノーマイカーデー）への協力依頼など、負荷もかけることになる。
大会運営側も、参加選手も、この点をよく理解しており、種々の形で感謝の言葉を送っている。例えば、大会終了以降、多くの選手がブログやHPで、自らの戦いを振り返る意味で詳細なレース報告・結果を綴っているが、その中でボランティアスタッフ・地元住民への感謝の言葉も多く見られ、また、大会公式HPの記述より、直接それら感謝の言葉を記した礼状を大会事務局に送る選手も少なくない。
1989年（平成元年）から、一度も、ボランティアスタッフ確保難等で大会を休止した年はなく、毎年開催されるこの大会は、概ね、ボランティアスタッフ・地元住民から理解と協力、賛同を得ていると言える。